# ロバート・スミス (投資家)

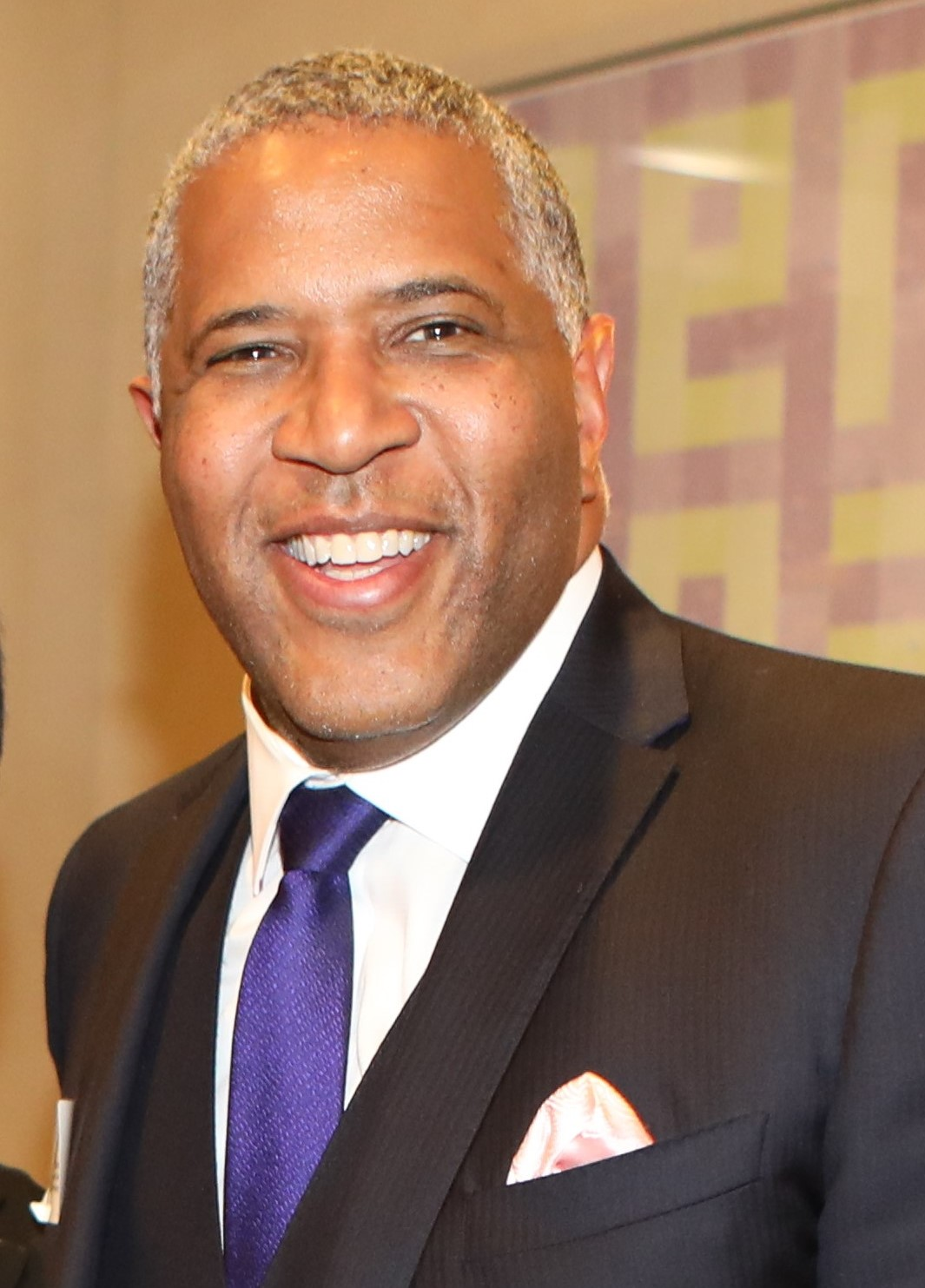
ロバート・スミス

ロバート・スミス（Robert Frederick Smith 1962年11月1日 - ）は、アメリカ合衆国の投資家、実業家。アフリカ系アメリカ人。

## 経歴
1962年、コロラド州デンバー生まれ。エンジニアとしてゼネラルフーヅなどに勤務した後、コロンビア大学ビジネススクールに入学。1994年に卒業した際、銀行家のジョン・ユーテンダルとの面識を得て、彼の後押しでゴールドマン・サックスで職を得た。2000年に投資会社ビスタ・エクイティ・パートナーズを創業して独立。会社の投資対象は、当時誰も見向きをしなかったソフトウェア会社に限定するリスクの高いものであったが、リターンは大きく会社のファンドは急成長した。ビスタ社は、ソフトウェア会社への直接関与も行うようになり、2010年年代に買収したソフトウェア会社は200社を超えた。

## 慈善事業

### 奨学金の肩代わり
2019年5月19日、ジョージア州アトランタのモアハウスカレッジの卒業式に出席。卒業式のスピーチの中で、その場に居合わせた卒業生約400人の奨学金（学生ローン）の返済を全額肩代わりすることを発表して話題となった。

## 脱税
2020年、アメリカ合衆国司法省はロバート・スミスが多額の所得隠しをしていたことを追及。最終的には、会社を創業した2000年から2015年にかけて所得を隠していたことをロバート・スミスが認め、脱税での訴追を免れるため1億4000万ドルの支払いを行うことで当局と合意した。脱税はベリーズとセントクリストファー・ネビスのオフショア口座を利用したものであった。